# If I Ain't Got You
"If I Ain't Got You" é um single da cantora Alicia Keys, lançado em 2004. É considerada uma das melhores canções da americana, que ganhou o Grammy de Melhor Performance Vocálica Feminina de R&B do ano por essa música.
If I Ain't Got You ficou em 1º lugar nas mais tocadas na rádio em 10 países da Europa , na Austrália e em 4 países Asiáticos, incluindo Japão e China. Também foi 1ª colocada na Hot R&B Songs da Billboard , 4ª na Hot 100 da Billboard e foi a 3ª  e 7ª música mais tocada nos EUA e no mundo em 2004, respectivamente. Algumas versões da musica contam com a participação especial do trompetista Arturo Sandoval, que também participou do show de Alicia na noite de premiação do Grammy.

## Certificações
| País           | Provedor | Vendas    | Certificação |
| -------------- | -------- | --------- | ------------ |
| Estados Unidos | RIAA     | 4.000,000 | 4× Platina   |